# Emmanuel Guevara
Emmanuel Guevara (auch bekannt unter dem Spitznamen Caballo, span. für Pferd; * 2. Februar 1902; † 6. Mai 1969) war ein mexikanischer Fußballtrainer und -spieler, der im Mittelfeld als rechter Außenläufer agierte.

## Leben
„Caballo“ Emmanuel spielte in der Saison 1922/23 beim Militärsportverein Guerra y Marina und gehörte 1928/29 zum Kader von dessen Nachfolgeverein Marte, der die Meisterschaft der Hauptstadtliga gewann.
Sein einziges Länderspiel für die mexikanische Nationalmannschaft bestritt er am 5. Juni 1928 gegen Chile (1:3) im Rahmen des olympischen Fußballturniers 1928, wird aber dennoch nicht in der Datenbank von SR/Olympic Sports geführt.
1936 übernahm er den Posten des Cheftrainers beim Club Atlante.

## Erfolge
- Mexikanischer Meister: 1928/29